# Ариперт II
Вижте пояснителната страница за други личности с името Ариперт.
Ариперт II (Aripert II; † 712) от рода на Агилолфингите е крал на лангобардите (701 – 712).

## Живот
Син е на крал Рагинперт. Убива младия Лиутперт като възможен съперник, a регентът Анспранд бяга в баварския двор.
Ариперт поддържа добри връзки с Франското царство и католическата църква, на която връща много собственост. С Византия е в мир.
След 9-годишна емиграция през 712 г. Анспранд се връща през Алпите с баварска армия, за да вземе трона. Битката с армията на Ариперт е още нерешена, но Арперт се оттегля от нея, след което войските му се разбунтуват срещу него. Ариперт бяга и накрая се удавя в река Тесин. Така Анспранд без проблем става след него крал.